# Toast aux crevettes
 (août 2021).
Un toast aux crevettes est un dimsum hongkongais et cantonais. Il est composé de petits triangles de pain, enrobés d'une pâte à base de crevettes émincées et cuites au four ou à la friture. Il s'agit d'un hors-d'œuvre courant dans la cuisine chinoise occidentale, comme la cuisine australienne et la cuisine chinoise américaine. Une variante courante au Royaume-Uni, en Australie et en Irlande est le toast aux crevettes au sésame. Il s'agit de saupoudrer des graines de sésame avant la cuisson ou la friture.

## Galerie

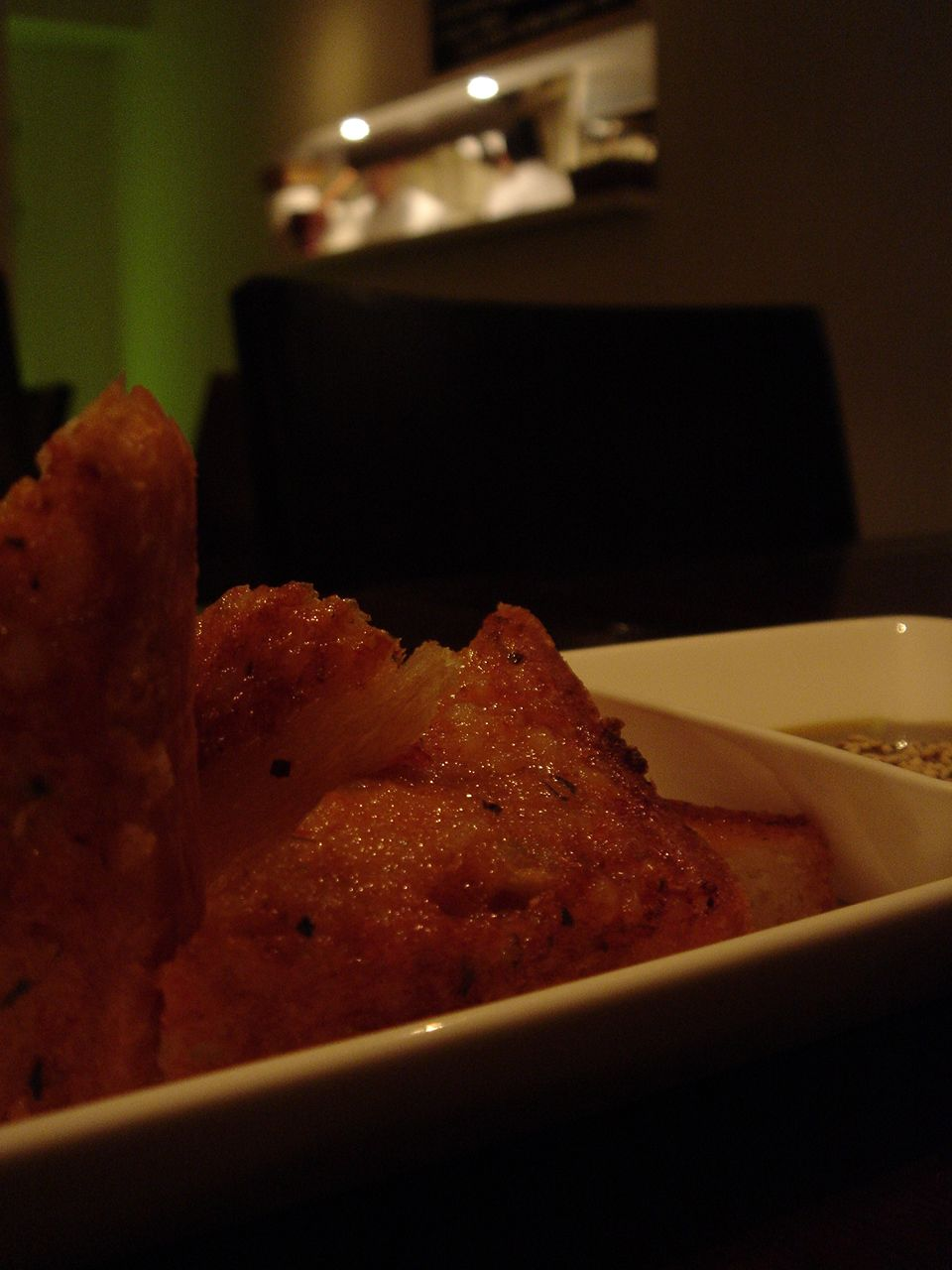
Toast aux crevettes frites.
- Toast de crevettes au sésame.
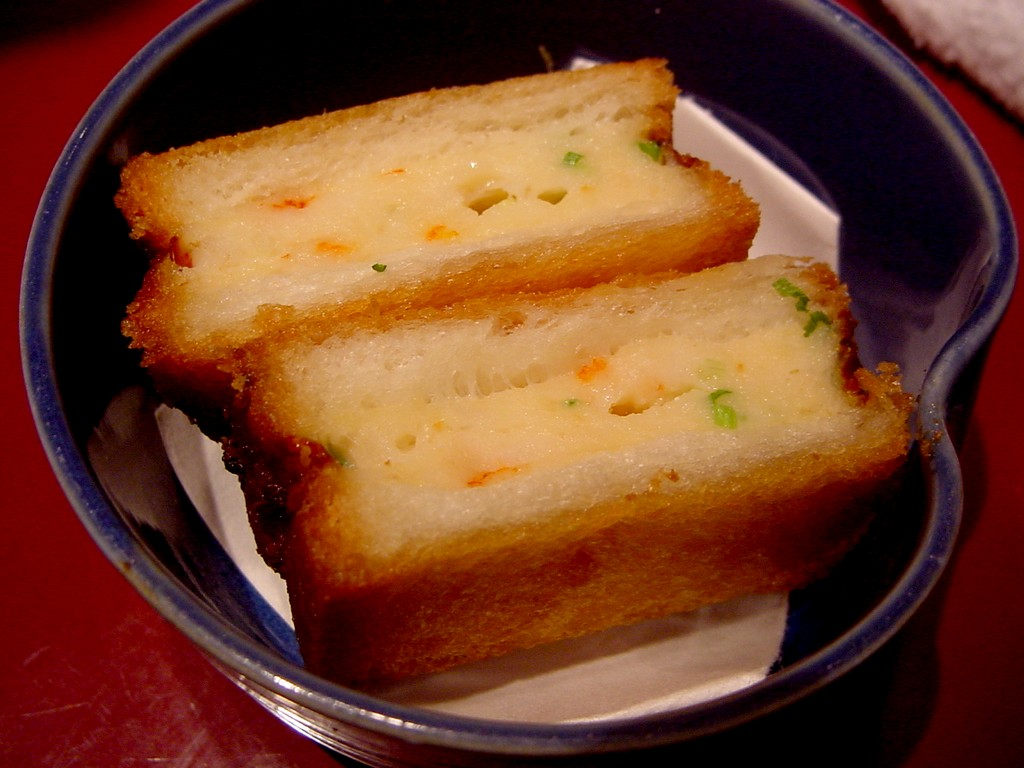
Hatoshi à Nagasaki (Japon).

## Histoire
Le plat est originaire de Hong Kong, un exemple de la première forme de cuisine fusion, combinant de la pâte de crevettes, très courante dans la cuisine de Hong Kong, et le toast, originaire d'Occident. Le plat est appelé haa dō si 蝦多士 en cantonais, haa, signifiant « crevette », et dō si, un mot d'emprunt de l'anglais signifiant « toast ». La gamme de plats s'est étendue en même temps que les routes commerciales, se frayant un chemin jusqu'au Japon et aux pays d'Asie du Sud-Est comme le Viêt Nam et la Thaïlande.

## Japon
Le plat a été introduit au Japon pendant l'ère Meiji par le port de Nagasaki, dont la cuisine locale shippoku mélangeait les cuisines de la Chine, du Japon et de l'Occident. En japonais, les toasts aux crevettes sont appelés hatoshi (japonais : ハトシ), un mot d'emprunt du cantonais. De nombreux restaurants et magasins chinois du quartier chinois de Nagasaki servent encore ce plat. Certains servent également une variante à base de porc.